# بيري
خوسيه مارتينيز سانشيز (بالإسبانية: Pirri)‏ المعروف بـ بيري (ولد في 11 مارس، 1945 في سبتة) هو لاعب إسباني سابق لكرة القدم.

## روابط خارجية
- بيري على موقع الاتحاد الدولي (مؤرشف)  (الإنجليزية)
- بيري على موقع الاتحاد الأوربي (الإنجليزية)
- بيري على موقع الاتحاد الأوربي (الإنجليزية)
- بيري على موقع قاعدة بيانات كرة القدم.إي يو (الإنجليزية)
- بيري على موقع ناشيونال فوتبول تيمز (الإنجليزية)